# 明治の五大監獄
明治の五大監獄（めいじのごだいかんごく）は、明治に全国5か所に造られた監獄（刑務所）の総称である。五大監獄、明治五大監獄ともいう。山下啓次郎が設計した。

## 所在地
- 千葉監獄（現・千葉刑務所） 〒264-8585 千葉県千葉市若葉区貝塚町192番地
- 金沢監獄（現・金沢美術工芸大学） 〒920-8656 石川県金沢市小立野
- 奈良監獄（旧・奈良少年刑務所） 〒630-8102 奈良県奈良市般若寺町18
- 長崎監獄（正門のみ現存） 〒854-0047 長崎県諫早市野中町
- 鹿児島監獄（正門のみ現存） 〒890-0023 鹿児島県鹿児島市永吉1丁目30番1号

## 沿革
- 1901年（明治34年） 奈良監獄、現在地への移転着工。
- 1907年（明治40年）
  - 長崎県北高来郡諫早村（現・諫早市野中町）に長崎監獄が竣工。
  - 千葉、金沢監獄が竣工。
- 1908年（明治41年）
  - 4月 長崎監獄が開設。
  - 7月 奈良監獄、現在の建物が竣工。
  - 鹿児島監獄、鹿児島県鹿児島郡伊敷村大字永吉（現・鹿児島市永吉）に設置。
- 1922年（大正11年）10月 各監獄、刑務所に改称。
- 1946年（昭和21年）7月 奈良刑務所、奈良少年刑務所と改称。
- 1985年（昭和60年） 鹿児島刑務所、移転。跡地の大半が鹿児島アリーナとなり、一部は鹿児島拘置支所として残る。
- 1988年（昭和63年）4月 長崎刑務所、移転計画決定
- 1992年（平成4年） 長崎刑務所、現在地（諫早市小川町）に移転。
- 2008年（平成20年） 奈良少年刑務所で100周年記念矯正展開催。
- 2016年（平成28年） 奈良少年刑務所が廃庁。未決勾留者は同地に設置された京都拘置所の下部機関、奈良拘置支所に移管。

## 外観・設備
千葉、奈良、金沢、長崎の各監獄
- 赤レンガ造り。

旧奈良少年刑務所
- 美しい煉瓦造りの外塀、正門（表門（ひょうもん）と称する）が特徴。内部の建物もその大半が100年以上にわたって使用されている煉瓦建築である。武道館に相当する建物等は新規に改築されている。一部には戦後、旧陸軍の建物を移築した施設もある。
- 千里久春吉の名前も設計者の一人としてあがっている。

## 交通アクセス
千葉刑務所
- JR総武本線・千葉都市モノレール千葉駅、京成千葉線京成千葉駅
  - 各東口の京成バス9番乗り場から乗車約10分「県職員能力開発センター入口」バス停下車すぐ。
    - 9番乗り場からは[千02]市営霊園経由御成台車庫行き、[千01]ほおじろ台経由千城台車庫行き、[つ02]市営霊園経由都賀駅行き が出ているが、全てのバスが「県職員能力開発センター入口」を通る。

金沢美術工芸大学（金沢監獄の跡地に立地）
- 北陸新幹線・IRいしかわ鉄道線金沢駅より北陸鉄道グループバス10 - 14・16系統「東部車庫」方面行き乗車。「小立野」バス停下車。徒歩10分
- 金沢ふらっとバス「菊川ルート」乗車、「小立野下馬」バス停下車徒歩5分

奈良少年刑務所
- JR奈良駅・近鉄奈良駅からバスで「般若寺」バス停下車徒歩約3分

長崎刑務所跡地（商業施設等が立地）
- 島原鉄道 本諫早駅から徒歩10分。
- 長崎県営バス 農髙前バス停から徒歩1分。

鹿児島アリーナ
- 市営バス1,5,8,24番線、いわさきバス、JR九州バス、鹿児島交通バス（中草牟田バス停下車、徒歩約3分）
- 市営バス13,21,23,40番線、いわさきバス（鹿児島アリーナ前バス停下車）

## 特記事項
- 金沢監獄の正門・中央看守所・監房の一部は博物館明治村に移築。
- 山下啓次郎はジャズピアニスト・山下洋輔の祖父。
- 移転前の長崎刑務所は1992年の移転後もしばらく取り壊されず、廃墟と化していたが、2007年に正門や正面の尖塔など一部を残して取り壊された。諫早市が買い取って保存する計画もあったが、市の財政難と老朽化がかなり進んでいたこともあり、計画は立ち消えになった。また、刑務所という特殊な施設のゆえ建物に愛着を抱く人は少なく、廃墟への無断侵入が相次いでいたために建物の早期取り壊しを求める声すらあったという。現在は正門のみ保存。